# 스이도바시역
스이도바시역(일본어: 水道橋駅, すいどうばしえき)은 일본 도쿄도 지요다구에 있는 동일본 여객철도(JR 동일본)와 분쿄구에 있는 도쿄 도 교통국의 역이다.

## 이용 가능 철도 노선
JR 동일본과 도에이 지하철의 총 2개의 노선이 지나간다. 또한, 각 노선마다 역 번호가 부여되었다.
- JR 동일본
  -  주오·소부 완행선 (각역정차): 역 번호 "JB 17"
- 도에이 지하철
  -  미타 선: 역 번호 "I 11"

JR 동일본의 역에 가는 노선은 주오 본선이지만 당역에는 완행선을 달리는 주오·소부 선의 각역정차만 정차한다. 또한, 특정 도구 시내 제도의 "도쿄 도 구내" 및 "도쿄 야마노테 선내"에 속하며 각 노선마다 역 번호가 부여되었다.

## 역사
역명의 유래는 간다 상수의 홈통(즉, 스이도바시)이 가까이 있어서 제정되었고 포병 공창용의 역이었다.
- 1906년
  - 9월 24일: 고부 철도의 역으로 여객 영업만 개시.
  - 10월 1일: 국유화에 의하여 관설 철도의 역이 됨.
- 1909년 10월 12일: 선로 명칭 제정에 의하여 주오히가시 선 소속이 됨.
- 1949년 6월 1일: 일본국유철도가 발족함.
- 1972년 6월 30일: 도쿄 도 교통국 지하철 6호선의 역 개업.
- 1978년 7월 1일: 도쿄 도 교통국 6호선을 미타 선으로 노선명 변경.
- 1987년 4월 1일: 일본 철도 민영화로 주오 본선의 역은 JR 동일본의 역이 됨.
- 2001년 11월 18일: JR 동일본에서 IC카드 "Suica" 이용 개시.
- 2006년 7월 4일: JR의 발차 멜로디를 요미우리 자이언츠의 응원가인 "투혼아서"로 변경.
- 2007년 3월 18일: 도쿄 도 교통국에서 IC카드 "PASMO" 이용 개시.
- 2015년 4월 1일: 도쿄 도 교통국의 역 업무가 도쿄 도영 교통 협력회로 위탁됨.

## 역 구조
JR 동일본의 동쪽 출입구와 도쿄 도 교통국의 A2 출입구와는 소토보리도리의 횡단 보도를 끼고 100m이상 떨어져 있다.

### JR 동일본
상대식 승강장 2면 2선의 고가역. 개찰구는 동구와 서구의 2개소이다. 급행선은 승강장의 남쪽을 통과하지만 벽으로 나눠져 있다. 또한, 플랫폼상의 오차노미즈 방향에는 코인 락커도 설치되어 있다.
미도리창구는 동구에만 설치되어 있다. 지정석 매표기는 동구와 서쪽 출구 양쪽에 설치되어 있다.

#### 승강장
| 번호 | 노선                        | 방향 | 행선                                |
| ---- | --------------------------- | ---- | ----------------------------------- |
| 1    | 주오·소부 완행선 (각역정차) | 서   | 요쓰야・신주쿠・나카노・미타카 방면 |
| 2    | 주오·소부 완행선 (각역정차) | 동   | 오차노미즈・아키하바라・지바 방면   |

(출처：JR 동일본: 역 구내도)
- 2번 선에서는 이른 아침과 심야를 제외한 역 접근 방송 후에 "도쿄 방면으로는, 오차노미즈 역에서 갈아탑니다."의 방송이 나온다.
- 본 역은 도쿄 돔 시티의 근처역이므로 프로 야구나 콘서트와 프로 레슬링, 권투 등의 행사가 열릴 때는 서쪽 출구가, TOKYO DOME CITY HALL에서 이벤트나 콘서트가 있을 때는 동쪽 출구가 각각 붐빈다. 도쿄 돔 시티 내에는 윈즈 고라쿠엔・offt고라쿠엔 등 장외 가쓰마투표권 발매소도 있기 때문에 중앙 경마의 GI경주 개최 주에도 혼잡한다. 그래서, 혼잡한 시간대나 그것이 예상될 시기에는 미리 돌아오는 승차권을 구입하거나 IC카드를 일정 금액 이상 충전하도록 안내하고 있다.
- 개업 100주년을 기념하여, 2006년 7월 4일에서 발차 멜로디가 "투혼아서"로 변경되었다. 1번 선이 녹 부분, 2번 선이 노래를 부르기 시작하는 부분이다. 이것은 그 해 시즌 종료까지 사용 예정이었지만 시즌 종료 후에도 계속 사용되고 있다.
- 매점은 서구와 동구 각각의 개찰구 외에 NEWDAYS가 있다. 과거는 동구에도 개찰구 내에 키요스쿠와 NEWDAYS MINI가 있었지만 전자는 2000년대 중반에 후자는 2010년에 엘리베이터 설치 공사로 인하여 폐쇄되었다. 키요스쿠 자리에는 히로타나 도쿄 카렌과 같은 양과자점이 후에 입점했지만 얼마 후 폐쇄되었다. 서쪽 개찰구 밖에 있던 KIOSK는 개수 공사 영향으로 2016년에 폐쇄되었다.
- 비상 시의 반환점으로 오차노미즈 방향에 두 개의 건늠선이 설치되어 있다.

### 도쿄 도 교통국
섬식 승강장 1면 2선의 지하역.
역 업무는 2015년 4월 1일부터 도쿄 도영 교통 협력회가 수탁하고 있다(단, 역무구에 관한 업무는 제외).

#### 승강장
| 번호 | 노선    | 행선                            |
| ---- | ------- | ------------------------------- |
| 1    | 미타 선 | 오테마치・메구로・히요시 방면   |
| 2    | 미타 선 | 스가모・니시타카시마다이라 방면 |

## 역 주변
- 니혼 대학
- 스루가다이 대학
- 센슈 대학
- 주오 대학
- 도요 가쿠엔 대학
- 도쿄 애니메이션 학원
- LEC도쿄 리걸 마인드 대학 지요다 캠퍼스
- 도쿄 치과대학 스이도바시 병원
- 오하라 학원 (오하라 대학원 대학・오하라 부기 학교 외)
- 도쿄 도립 공예 고등학교
- 도쿄 교직원 연수 센터
- 도쿄 도 동부 학교 경영 지원 센터
- 도쿄 도 교육 상담 센터
- 쇼와 제1고등학교
- 도요 고등학교
- 도쿄 돔 시티
  - 도쿄 돔
  - 도쿄 돔 호텔
  - 도쿄 돔 시티 어트랙션스
  - LaQua
  - 고라쿠엔 홀
  - 점프 숍 도쿄점
  - 미츠 포트
    - TOKYO DOME CITY HALL

  - 윈즈 고라쿠엔
  - offt 고라쿠엔
  - 야구체육박물관
- 간다 강
- 간다 상수
- 스이도바시(역명의 유래가 된 교량)
- 고이시카와 고라쿠엔
- 간다 고(古)서점가 (동구)
- 호텔 메트로폴리탄 에드몬트
- 도쿄 직업 센터
- 고이시카와 대신궁
- 도쿄 도 수도 역사관
- 분쿄 고라쿠 우체국
- 니시칸다 우체국
- 쓰루야 산업・기슈 철도 본사
- 호분샤
- 도쿄 지하철・고라쿠엔 역(마루노우치 선・난보쿠 선)
- 도에이 지하철・가스가역(미타 선, 오에도 선)
- 토요타 자동차 도쿄 본사

## 사진

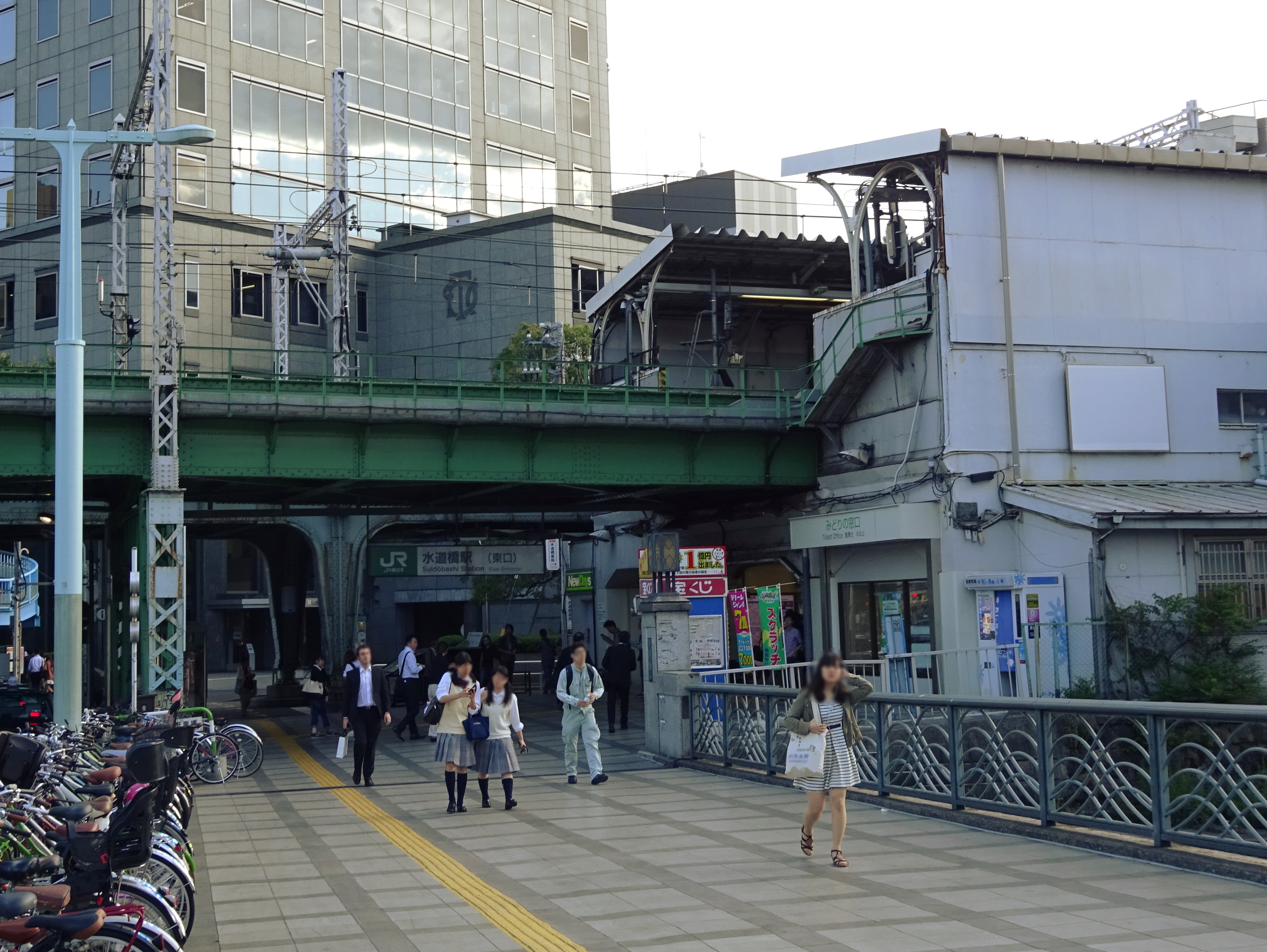
동쪽 출입구
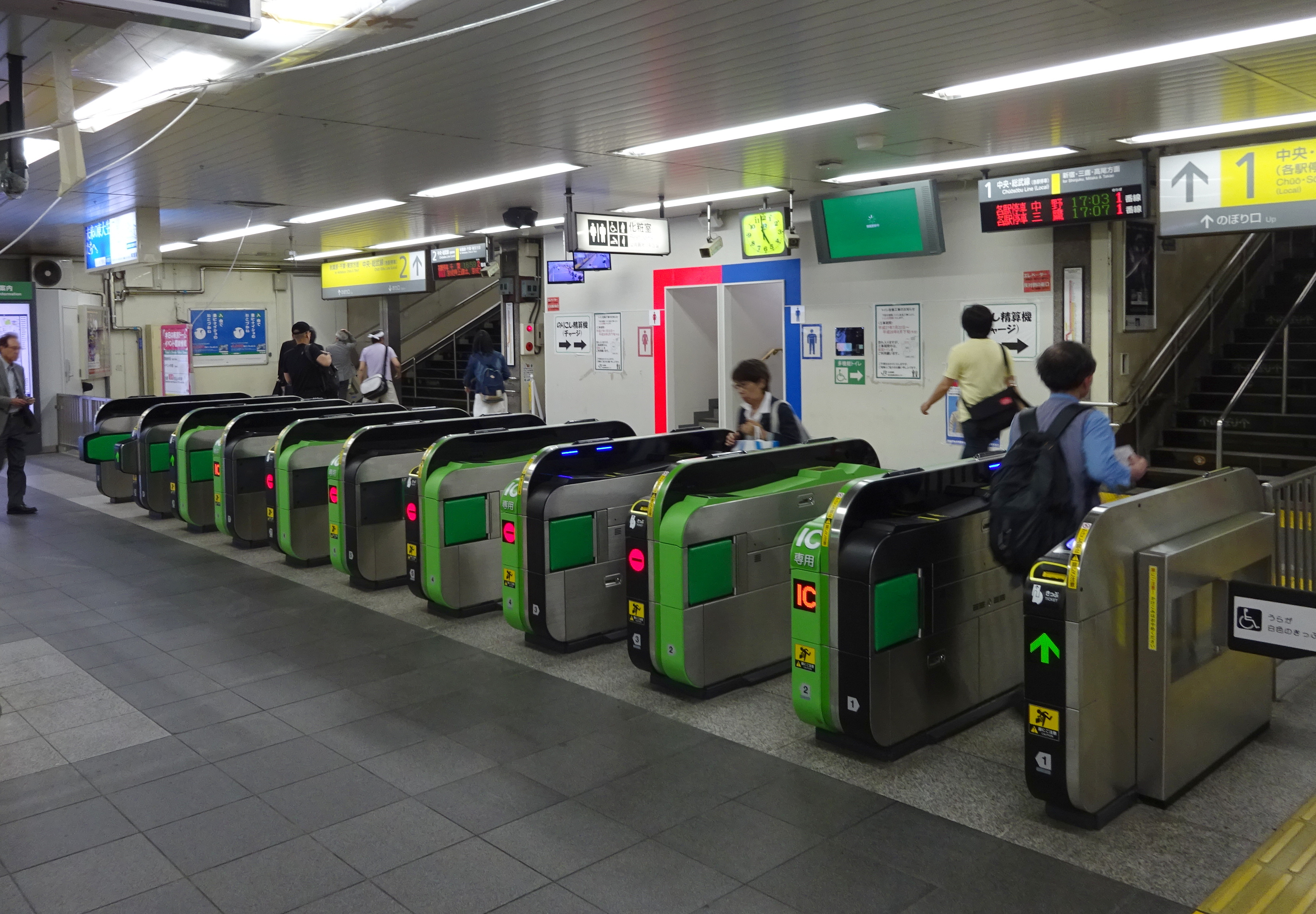
JR 역사 서쪽 개찰구
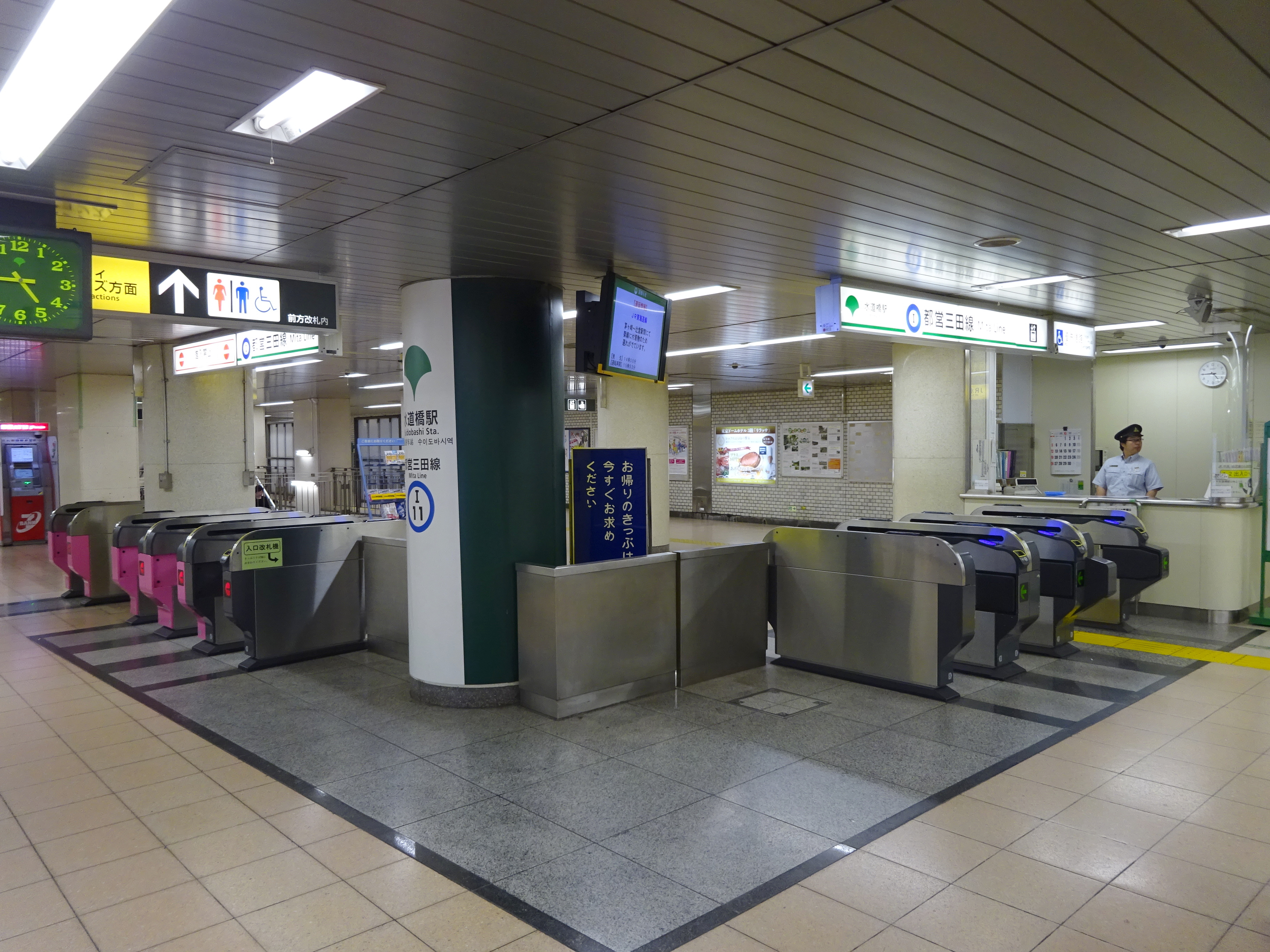
미타 선 개찰구

## 인접역
| 주오 본선                  | 주오 본선               | 주오 본선                           |
| -------------------------- | ----------------------- | ----------------------------------- |
| JB 18 오차노미즈 지바 방면 | 주오 · 소부 선 각역정차 | 이다바시 JB 16 미타카 방면          |
| 도쿄 도 교통국 미타 선     |                         |                                     |
| I 10 진보초 메구로 방면    | 미타 선                 | 가스가 I 12 니시타카시마다이라 방면 |